# Me'ir Zorea
Me'ir Zorea (hebrejsky: מאיר זורע, neformálně Zarro, rodným jménem Meyer Zarodinsky, מאיר זארודינסקי, žil 14. března 1923 – 24. června 1995) byl izraelský generál, politik a poslanec Knesetu za stranu Daš.

## Biografie
Narodil se v Kišiněvu v Rumunsku (dnes Moldavsko). V roce 1925 přesídlil do dnešního Izraele. Vystudoval střední školu. V mládí se zapojil do židovských jednotek Hagana. Během druhé světové války v letech 1942–1946 sloužil v britské armádě, kde dosáhl hodnosti kapitána. Během války za nezávislost velel oddílu izraelské armády při obraně Jeruzaléma. Později byl velitelem výcvikového oddělení na generálním štábu a velitelem důstojnické školy. V roce 1953 armádu opustil, ale vrátil se do ní roku 1956. Stal se velitelem tankových jednotek a velitelem armádní zpravodajské služby. Zastával funkci velitele Severního velitelství. Definitivně armádu opustil roku 1962. V letech 1973–1974 ovšem působil jako armádní ombudsman. Patřil mezi zakladatele kibucu Ma'agan Micha'el.

## Politická dráha
V letech 1976–1977 řídil Izraelskou pozemkovou správu. Roku 1976 patřil mezi zakladatele strany Daš. V izraelském parlamentu zasedl po volbách v roce 1977, do nichž šel za Daš. Byl členem výboru finančního, výboru House Committee a výboru pro zahraniční záležitosti a obranu. Na poslanecký mandát rezignoval v únoru 1978. V Knesetu ho nahradil Šlomo Elijahu.